# Świbna
Świbna (deutsch Zwippendorf, sorbisch Swibna) ist eine Ortschaft in der Woiwodschaft Lebus im Westen von Polen. Sie gehört zur Stadt-und-Land-Gemeinde Jasień (Gassen) im Powiat Żarski (Kreis Żary (Sorau)). Frühere Namen des Ortes waren gegen Ende des 14. Jahrhunderts Czwippendorf, zu Beginn des 15. Jahrhunderts Czwippotendorf und zum Ende Zcwippendorff.

## Geografie
Der Ort liegt vier Kilometer südöstlich von Jasień an der Woiwodschaftsstraße 287 nach Żary.

## Geschichte
Die erste urkundliche Erwähnung des Ortes findet sich auf Seite 109 des im Jahr 1381 erstellten Landregisters der Herrschaft Sorau. Darin wird er mit dem Namen Czwippendorf verzeichnet und es werden zudem drei Deditzer erwähnt. Das spätere Vassallendorf der Herrschaft Sorau befand sich zu Beginn des 15. Jahrhunderts im Besitz der Herren von Bieberstein. In einem Beleg mit dem Datum 17. Juni 1416 wurde der Ort mit dem Namen Czwippotendorf verzeichnet. 1494 kam es in den Besitz derer von Gebelzig und wurde in den „Niederlausitzer Mitteilungen“ vom 10. März desselben Jahres mit dem Namen Zcwippendorff aufgeführt. 1508 und 1509/12 als Besitz derer von Grünberg verzeichnet, befand sich der Ort ab dem Jahr 1550 im Besitz derer von Wiedebach, was auch in Belegen aus den Jahren 1570, 1694, 1772 und 1810 bestätigt wurde.
Vor dem Dreißigjährigen Krieg gingen hier fünf Bauern und sechs Gärtner ihrer Beschäftigung nach. Zwischenzeitlich vermutlich wüst gefallen wurden im Jahr 1644 hier weder Bauern noch Gärtner oder Häusler verzeichnet. Circa 1700 wurde das Gutshaus errichtet. 1708 finden sich Belege für einen Halbbauern, sechs Gärtner, vier Büdner und insgesamt 23 Einwohner im Alter von 12 bis 60 Jahre. 1718 waren neben einem Hüfner fünf Kossäten und vier Häusler ansässig und das Dorf nach Baudach eingepfarrt. Zudem wurde von einer Schatzung in Höhe von 598 Gulden berichtet. 1723 wurden erneut keine Angaben zur Wirtschafts- und Sozialstruktur des Ortes gemacht. 1765 kam das Dorf zum Gubenschen Kreis im Kurfürstentum Sachsen. 1810 waren am Ort ein Halbbauer, fünf Gärtner und zehn Häusler oder Büdner tätig. Nachdem es 1815 zum Königreich Preußen gekommen war, wurde es im Jahr darauf Teil des neu gebildeten Kreises Sorau. 1818 wurden zwei Wassermühlen als zum Dorf gehörend verzeichnet: Die Krebsmühle mit neun Einwohnern und einer Feuerstelle sowie die westlich gelegene Thomasmühle mit acht Einwohnern und einer Feuerstelle. Insgesamt hatte das Dorf in dem Jahr 169 Einwohner und 26 Feuerstellen. Im Jahr 1820 war die Gemeinde nach Gablenz eingepfarrt und 1823 wurde der Name Walther als Besitzer verzeichnet und der Ort zählte acht Gärtner und fünf Kleingärtner.
Auf einer Karte aus dem Jahr 1825 ist die Siedlung in Form einer breiten Gasse zu erkennen. Die Thomasmühle verfügte 1840 über 12 Einwohner und ein Wohngebäude. 1845 findet sich ein Beleg, der den Besitzwechsel von einem Schmidt zu einem Heyne dokumentiert. 1846 wurden insgesamt 220 Einwohner gezählt. 1849 endete die Zugehörigkeit von Zwippendorf zum hiesigen Patrimonialgericht und fortan war das Kreisgericht Sorau zuständig. 1850 wurde ein Heyne erneut als Besitzer verzeichnet. 1861 wurde Graf von Schweinitz Besitzer und 1864 wurde die Thomasmühle mit 25 Einwohnern und zwei Wohngebäuden verzeichnet. 1869 hatte das Dorf eine Gemarkungsgröße von 801 Morgen und der Gutsbezirk von 1539 Morgen und beide 1871 insgesamt 290 Einwohner. Davon zählten 198 zur Gemeinde und 92 zum Gut. 1879 ging die Zuständigkeit für das Dorf vom Kreis- auf das Amtsgericht Sorau über. 1900 existierten neben dem Dorf, mit einer Fläche von 204 Hektar, ein Rittergut, mit einer Fläche von 393 Hektar, zwei Wassermühlen, die Krebs- und die Thomasmühle. In dem Jahr verteilten sich die 213 Einwohner mit 172 auf die Gemeinde und 41 auf das Gut. Dorf und Gut zählten 1925 insgesamt 214 Einwohner und beide Bezirke wurden 1928 vereinigt. 1939 waren insgesamt 193 Bewohner hier ansässig. 1945 verlor das Amtsgericht Sorau und somit auch das Landgericht Guben für Zwippendorf seine Zuständigkeit. Auf Seite 41 vom Niederlausitzer Jahrbuch 1957 findet sich das Dorfsiegel von Zwippendorf.